# Torneo de Marruecos 2013
El Grand Prix SAR La Princesse Lalla Meryem de 2013 es un torneo profesional de tenis jugado en canchas de arcilla. Es la 13 ª edición del torneo que forma parte de los torneos internacionales del 2013 de la WTA. Se llevará a cabo en Marrakech, Marruecos entre el 22 y el 28 de abril de 2013.

## Cabezas de serie

### Individual
| Tenista             | Ranking | Preclasificada |
| Dominika Cibulková  | 15      | 1              |
| Sorana Cîrstea      | 26      | 2              |
| Alizé Cornet        | 33      | 3              |
| Kaia Kanepi         | 40      | 4              |
| Kiki Bertens        | 41      | 5              |
| Francesca Schiavone | 47      | 6              |
| Kristina Mladenovic | 51      | 7              |
| Romina Oprandi      | 52      | 8              |
| Tsvetana Pironkova  | 53      | 9              |

### Dobles
| Tenista                                    | Ranking | Preclasificada |
| Daniela Hantuchová Anabel Medina Garrigues | 73      | 1              |
| Flavia Pennetta Francesca Schiavone        | 95      | 2              |
| Tímea Babos Mandy Minella                  | 101     | 3              |
| Petra Martić Kristina Mladenovic           | 114     | 4              |

## Campeonas

### Individuales femeninos
Lourdes Domínguez Lino vs  Francesca Schiavone

### Dobles femenino
Timea Babos /  Mandy Minella vencieron a  Petra Martić /  Kristina Mladenovic por 6-3, 6-1